# Alexander Bozhkov
Alexander Bozhkov (9. august 1951 i Sofia − 23. august 2009) var Bulgariens vicestatsminister og industriminister fra 1997 til 1999. Han døde den 23. august 2009 efter flere års sygdom, højst sandsynligt kræft. Han blev 58 år.

## Ekstern kilde
1. ↑  Bulgaria's Former Deputy PM Alexander Bozhkov Dies at 58 (engelsk)